# 井上崇昭
井上 崇昭（いのうえ たかあき、1984年4月26日 - ）は、日本の元男子バレーボール選手。大阪府堺市出身。ポジションはアウトサイドヒッター。Vプレミアリーグの豊田合成トレフェルサに所属していた。

## 来歴
大阪商大高校、大阪商業大学卒業後、2007年に豊田合成トレフェルサへ入団。2009年から盛重龍に代わり出場機会が増えセミレギュラーで活躍した。
2010年、全日本代表登録メンバーに初選出された。
2016年に現役引退し、社業に専念。

## 所属チーム
- 大阪商大高校
- 大阪商業大学
- 豊田合成トレフェルサ（2007-2016年）